# Swamp Thing
Swamp Thing è un personaggio dei fumetti statunitensi pubblicati da DC Comics, apparso per la prima volta in una storia di 8 pagine dell'albo n. 92 della serie antologica House of Secrets (data di copertina luglio 1971). Questa prima storia venne realizzata da Len Wein (testi) e Berni Wrightson (disegni). I presupposti delle sue origini - un uomo assassinato che però risorge come mostro per vendicarsi dopo essere stato avvolto dalle acque di una palude - non erano originali in quanto già visti più volte nei racconti a fumetti di genere degli anni cinquanta e sessanta. Joe Orlando, curatore editoriale della serie, rimastone però affascinato, decise di puntare sul personaggio e, insieme a Wein, creò la figura di Alec Holland, scienziato che sperimenta una formula per il rapido accrescimento dei vegetali, con l'intento di porre fine alla fame nel mondo ma che, a causa di un complotto per sabotarlo, rimase ucciso; grazie però alla sua stessa formula, unita ai liquami organici vegetali, rinascerà come la creatura che diverrà conosciuta come Swamp Thing.
Il personaggio ottiene una prima serie regolare nel 1972 alla quale seguiranno, nel corso di decenni, altre serie regolari, miniserie, albi speciali e apparizioni come guest-star all'interno di altre testate dell'Universo DC di cui fa parte e le cui storie sono in continuity.
L'evoluzione del personaggio e la definizione di che tipo di relazione ci sia tra Holland e Swamp Thing subisce una continua evoluzione che varia e si aggiorna a seconda degli autori che vi lavorano. Anche l'aspetto della Creatura subisce delle modifiche, i disegnatori Steve Bissette e John Totleben sono coloro che ne determinano i definitivi connotati grafici e fisionomici; l'autore che però segna più di ogni altro l'epica e la mitologia del personaggio è lo scrittore britannico Alan Moore con il suo ciclo di storie sulla serie The Saga of the Swamp Thing, pubblicata dal 1984 al 1987.
Il sito web IGN ha inserito il personaggio alla 28ª posizione nella classifica dei cento maggiori eroi della storia dei fumetti.

## Storia editoriale

### Contesto e ideazione (1971-1976)
Il personaggio è apparso in una storia breve (di 8 pagine) su House of Secrets n. 92 del giugno-luglio 1971, in cui l'alter ego del mostro della palude era Alex Olsen. Si tratta però di storia apocrifa in quanto l'editor Steve Orlando vuole cambiare le origini del personaggio, donandogli un background più corposo, creando lo scienziato Alec Holland come colui che si trasforma in Swamp Thing, liquidando come non canonica la vicenda di Olsen. La storia apparsa sul n. 92 aveva avuto infatti un notevole successo presso i lettori, House of Secrets è il titolo DC più venduto del mese, e Joe Orlando e il suo assistente Paul Levitz (futuro presidente della DC Comics) decidono di puntare sul personaggio, affidano a Len Wein e Berni Wrightson una serie regolare sulla creatura della palude, che debutta nell'ottobre-novembre 1972 (Swamp Thing n. 1). Orlando stava cercando da tempo di lanciare una serie regolare DC con protagonista una creatura mostruosa e non un tipico supereroe della Silver Age, ormai al crepuscolo. D'altra parte aveva lavorato per la EC Comics, casa editrice di fumetti horror demonizzata dall'opinione pubblica e persino dalla classe politica conservatrice degli anni cinquanta. Dopo la messa al bando dei fumetti horror e il conseguente collasso della EC, Steve Orlando arriva alla DC, in profonda crisi di idee e dovendo puntare quasi unicamente sulle sue tre icone quali Batman, Superman e Wonder Woman. Il Comic Code Authority limitava inoltre la possibilità espressiva e creativa degli autori portando alla fine della Golden Age del fumetto e ad un ristagno editoriale. Il suo primo compito è il rilancio della serie House of Mistery, ormai in pubblicazione dal 1951 ma dedita ormai a pubblicare ristampe di vecchie storie di fantascienza. Il nuovo editor riesce gradualmente a inserire nuove storie originali di 8-10 pagine comprando script inutilizzati di Jack Oleck, in origine realizzati per Tales from the Crypt. Inoltre riprende una tradizione delle antologie horror di avere un personaggio fisso che introducesse il lettore alle singole storie, per House of Mistery riprende il biblico Cain, mentre quando diviene editor di House of Secrets il ruolo viene modellato sul fratello Abel. Entrambi i personaggi sono destinati a sviluppare una loro perversa relazione e verranno valorizzati a decenni di distanza da Neil Gaiman per il suo Sandman Universe. Steve Orlando può approfittare dei cambiamenti che stanno avvenendo nel panorama editoriale con la fine della Silver Age (1970 circa) e l'allentarsi della morsa del Codice per L'autorità sui fumetti ormai in voga dagli anni cinquanta. Adesso viene permessa la rappresentazione anche di creature mostruose quali lupi mannari e vampiri, in quanto facenti parte anche della letteratura accademica. Inoltre nel maggio del 1970 Green Lantern/Green Arrow n. 76 di O'Neil e Neal Adams viene distribuito senza il sigillo del Comics Code in quanto dà il via ad un ciclo di storie che affrontano temi quali l'abuso di stupefacenti e la discriminazione razziale, questioni non tollerate in un fumetto dal codice di controllo (e autogestione) dei comic book statunitensi. Il tempo è propizio per riportare in auge le storie di genere e dai temi più adulti, Orlando afferma che può tornare a fare quello che gli piace di più: i fumetti horror. La sua capacità discoprire e coinvolgere nuovi talenti porta a far collaborare alla serie artisti e autori quali Mike Kaluta, Bernie Wrightson, Neal Adams, e dalla EC arrivano alla DC veterani del genere quali Wally Wood e Al Williamson. Si assiste quindi ad una progressiva rinascita del genere horror e la serie House of Mistery diviene un landmark per tutti i suoi appassionati. Vi è quindi il giusto presupposto per la nascita di un personaggio quale Swamp Thing, la cui notorietà supererà i confini del fumetto (soprattutto negli anni ottanta) e, da personaggio secondario (nato in una storia filler), diviene nell'arco di un ventennio un'icona della casa editrice, una figura riconoscibile anche da coloro che non leggono fumetti o non sono interessati ai supereroi. L'assistente Paul Levitz esalta la capacità organizzativa e la creatività di Joe Orlando, considerandolo una delle menti creative più importanti per la storia della DC Comics.
Bisogna però sottolineare che Swamp Thing non nasce come un personaggio originale partorito dal nulla dalle menti di Orlando, Wein e Wrightson. Infatti solo due mesi prima la rivale Marvel Comics aveva pubblicato su Savage Tales n. 1 la prima apparizione una creatura verde e mostruosa dal nome Man-Thing, creta da Roy Thomas e Gray Morrow. Sia la morfologia che la genesi e persino il nome sembrano essere stata plagiate dalla DC. Man-Thing nasce infatti da una palude in seguito all'esposizione di sostanze chimiche e liquidi biologici dell'ambiente circostante. Nonostante questo non nasce un contenzioso tra Marvel e DC in quanto gli stilemi del racconto e la nascita di creature mostruose da zone paludose e boschi inesplorati fanno parte dell'immaginario fumettistico e letterario ormai da decenni. Basti accennare al fatto che, sempre nel 1971, con qualche mese di anticipo su DC e Marvel la Skywald Comics pubblica un nuovo albo sul mostro della palude The Heap, introdotto per la prima volta nel 1942 (durante la Golden Age) sul fumetto Air Fighter Comics. La somiglianza tra Heap, Swamp Thing e Man-Thing è lampante e inconfutabile e ma il primo fa il suo ritorno su Psycho n. 2 del marzo 1971. Il revival del personaggio non ottiene il successo del suo erede Swamp Thing ma sta a dimostrare come la tipologia di mostro proposta dal duo Wein-Wrightson non propone nulla di originale ma si impone all'attenzione dei lettori grazie alla capacità della DC di sfruttare la sua posizione dominante sul mercato per organizzare una vincente campagna di marketing e strategia editoriale. A questo si aggiungono le scelte di affidare un personaggio tutto sommato banale ad autori innovativi e dalle grandi prospettive quali Alan Moore, Rich Veitch, Doug Wheeler, Nancy A. Collins e Mark Millar (coadiuvato nei suoi primi albi da Grant Morrison). Nonostante la pietra angolare su cui si basa la saga del personaggio sia dovuta principalmente a Moore, questi autori sono stati capaci di creare intorno alla Creatura una mitologia horror e fantasy che diverrà parte dello stesso Universo DC, diventando un landmark del genere anche per gli altri editori.
La prima serie regolare dedicata al personaggio viene lanciata nel 1972 e viene affidata inizialmente a Lein Wein e Bernie Wrightson. Si tratta del nuovo titolo più importante dell'anno per la DC a parte le serie del "King" Jack Kirby e il rilancio di Tarzan di cui Carmine Infantino aveva prelevato i diritti dalla Gold Key. I testi e i disegni sono affidati a Joe Kubert che realizza un ciclo di storie del Signore della Giungla divenuto memorabile presso la critica e i lettori. Anche Swamp Thing è accolta calorosamente ma le origini del personaggio sono completamente riviste (rispetto a quelle raccontate su House of Secrets) e viene cambiato anche l'identità di colui che si trasforma nel mostro. Il protagonista è Alec Holland che si trova nelle paludi della Louisiana con la moglie Linda a testare una formula rivoluzionaria per l'accrescimento rapido della vita vegetale. La sua scoperta può creare problemi agli interessi dei gruppi agroalimentari e un misterioso Mister E. fa detonare una bomba che catapulta Alec nelle paludi provocando una reazione biochimica tra la formula e i liquami biologici, trasformandolo in Swamp Thing. Le vicende della creatura sono inserite nella continuity principale dell'Universo DC e questo viene sottolineato dall'apparizione di Batman in Swamp Thing n. 7 (data di copertina: novembre/dicembre 1973). Nonostante la buona accoglienza la serie comincia a perdere lettori a partire dal n. 10 con l'abbandono del disegnatore Bernie Wrightson, colui che con i suoi disegni grotteschi e goticheggianti aveva saputo attirare l'attenzione su un personaggio, altrimenti confondibile e non diverso da altri presenti sul mercato. Dopo pochi mesi abbandona anche Len Wein e lo spirito della serie sembra perdersi definitivamente. Joe Orlando, amareggiato, incolpa queste defezioni come l'inevitabile chiusura della serie nel 1976 dopo 24 numeri.

### Il rilancio negli anni ottanta
Uno nuova serie dal titolo The Saga of Swamp Thing debutta nel 1982 e serve da rilancio per il personaggio. Il nuovo interesse intorno a Swamp Thing nasce in seguito alla messa in produzione del lungometraggio cinematografico omonimo diretto da Wes Craven e dedicato al personaggio ormai orfano di un suo comic book da circa 6 anni. La serie cambia titolo in Swamp Thing a partire dal n. 39, riprendendo quindi il titolo originale degli anni settanta. Per sfruttare il più possibile la distribuzione della pellicola cinematografica, il n. 1 della nuova serie debutta l'11 febbraio 1982, a distanza di una sola settimana dalla première del film di Wes Craven. Inoltre viene subito commissionato un albo a fumetti che ne sia l'adattamento ufficiale, la storia viene pubblicata su The Saga of Swamp Thing Annual n. 1, scritta da Bruce Jones e disegnata da Mark Texeira e Tony DeZuniga. Per quanto riguarda la serie regolare la scelta dell'editor ricade su Len Wein, co-creatore del personaggio, mentre inizialmente il team creativo è composto da Marty Pasko (testi) e Tom Yates (disegni).

Copertina della volume "Vertigo Omnibus - Swamp Thing di Alan Moore" n.1, disegno di Michael Zulli. RW Edizioni-Lion

Il primo arco narrativo si sviluppa nell'arco del primo anno di pubblicazione e vede la Creatura della Palude perseguitata dalla Sunderland Corporation, per poi arrivare ad affrontare lo stesso Anticristo. Dal punto di vista grafico li innovazioni più importanti arrivano con il nuovo team di disegnatori formato da Steve Bissette e John Totleben (entrambi provenienti dalla neonata scuola per artisti fondata da Joe Kubert). A loro si deve la versione definitiva del personaggio per quanto concerne la morfologia e l'aspetto fisico. I due artisti ne diminuiscono le caratteristiche umanoidi, certe volte persino accentuate da una ipertrofia muscolare da supereroe, e ne evidenziano invece i connotati e le deformazioni derivanti dal suo essere un vegetale senziente e solo vagamente antropomorfo. Al suo corpo vengono quindi aggiunti elementi quali radici, fogliame, piccoli tuberi e viticci. Il suo aspetto diviene quindi più assimilabile a quello di una strana specie di pianta e lo aliena dal suo originario corpo da essere umano. Dal n. 20 i testi della serie sono affidati allo scrittore britannico Alan Moore, scelto direttamente da Len Wein che rimane affascinato dai suoi precedenti lavori. Si tratta di una scelta editoriale destinata non solo a cambiare la storia del personaggio ma anche quella della stessa DC Comics e dell'editoria a fumetti statunitense, inizia infatti quell'esodo di scrittori e artisti britannici passato agli annali del fumetto come la British Invasion. Moore da subito una sua impronta all'opera, usando una prosa evocativa e sottolineando le tematiche più metafisiche, filosofiche e letterarie di un personaggio che ora sembra sfuggire da ogni schema sia del genere horror classico così come da quello dei fumetti mainstream della DC. Già a partire dal n. 21 con la storia "The Anatomy Lesson" Moore reinterpreta le origini del personaggio dando nuovo significato e prospettive alla Creatura protagonista della serie. Viene infatti svelato che Swamp Thing non è Alec Holland ritornato in vita come una sorta di "mostro di Frankenstein vegetale" ma in realtà è la coscienza del Regno Vegetale che, grazie alla formula bio-ristoratrice di Holland, è riuscita a manifestarsi in un corpo con una consapevolezza e identità. Il comportamento avuto dal personaggio nelle storie precedenti è dovuto al fatto che questa nuova entità ha assorbito le memorie di Holland e ne ha quindi conservato alcuni tratti comportamentali ed emotivi. Moore giustifica il cambiamento sottolineando che ora Swamp Thing non è più un essere ibrido che si comporta come un confuso e amareggiato scienziato ma è in realtà un Earth Elemental, ovvero un'incarnazione consapevole e senziente di tutta la vita vegetale e di ciò che rappresenta per la sopravvivenza del pianeta. In questo modo l'autore riesce a dare più spazio alle sue opinioni sull'ecologia e sul rapporto tra uomo e natura, inoltre la Creatura nata dalla palude non è un specie di mostro verde ma un'entità semidivina la cui stessa esistenza apre problematiche di tipo metafisico e antropologico. Con questi presupposti Moore inserisce all'interno della serie diversi personaggi soprannaturali dell'universo DC quali The Demon (di Jack Kirby), lo Spettro (personaggio della Golden Age), lo Straniero Fantasma (personaggio mistico degli anni cinquanta) e Cain e Abel (creati da Joe Orlando). In Swamp Thing Annual n. 2 l'autore britannico arriva a dimostrare la sua capacità immaginifica nel saper magistralmente costruire grandi affreschi narrativi, creando una storia che ridefinisce e struttura i reami soprannaturali e metafisici dell'universo DC Comics. Tale albo rimane tuttora un punto di riferimento per qualsiasi autore si cimenti con le dimensioni ultraterrene dei fumetti DC. Nello stesso numero, inoltre, si stabilisce definitivamente il rapporto (di origine romantica) tra Swamp Thing e Abby Cable, personaggio già introdotto da Len Wein negli anni settanta, la cui relazione con Swamp Thing si fortifica e diviene uno degli impulsi narrativi fondamentali per le storie future.
Dopo gli albi iniziali della gestione Moore, Dennis O'Neil abbandona come editor della serie che passa a Karen Berger, un passaggio di consegne che porterà a sviluppi fondamentali per la DC tra la fine degli anni ottanta e gli anni novanta. Berger valorizza ulteriormente il contributo creativo dello scrittore britannico e arriva a definire Alan Moore come <<..il primo scrittore di un "mainstream comic" che stesse scrivendo per un pubblico adulto>>, inoltre aggiunge <<Sta scrivendo un fumetto di genere horror ma infondendolo di umanità e un'anima>>. Un passo ulteriore nell'evoluzione della serie e del mercato dei comic in generale avviene con la pubblicazione di Swamp Thing n. 29 (ottobre 1984) dal titolo "Love and Death". Per alcune scene disegnate da Bissette, considerate graficamente disturbanti e alcuni concetti presenti nell'albo vi è la protesta del Comic Code Authority, ma adesso il presidente della DC e Jenette Khan e il redattore responsabile è Dick Giordano. Tra i due e Karen Berger vi è piena fiducia e sono tutti convinti che la nuova strada da intraprendere per l'industria fumettistica sia quella di esplorare nuove tematiche e attrarre una sempre più ampia fascia di lettori tra il pubblico adulto (post-adolescenziale). Si decide quindi di continuare a pubblicare lo Swamp Thing di Alan Moore senza il sigillo di approvazione del Comics Code Authority e, a partire dal n. 31 (dicembre 1984), al suo posto compare in copertina il banner "Sophisticated Suspense": un'avvertenza di difficile interpretazione ma che sta ad indicare la presenza di tematiche e situazioni sofisticate e particolarmente spaventose per un pubblico non adulto. Questo non è però che il preludio alla decisione presa da parte del presidente Jenette Khan e il vice presidente Dick Giordano di introdurre nel 1987 il banner "Suggested for Mature Readers" (ovvero "suggerito per un pubblico adulto"). Con questo avvertimento devono essere pubblicate quelle serie che contengono scene di violenza, nudità e argomenti non adatti ad un pubblico adolescenziale. Per la DC si apre una nuova era che la porta, nella seconda metà degli anni ottanta, a pubblicare diverse serie Mature Readers, molte delle quali supervisionate dalla stessa Karen Berger ed esplicitamente dirette ad un pubblico adulto, in continuo aumento tra i lettori di fumetti. Questo è reso possibile anche dalla grande espansione del Direct Market, ovvero quello tramite le fumetterie (sempre in aumento nel corso del decennio) e le librerie, avide di opere che si diversifichino dai fumetti mainstream dominati dal genere supereroistico. Ovviamente la serie Swamp Thing di Moore veniva considerata un capostipite di questa nuova linea editoriale anche se non mancano polemiche e censure che comunque colpiscono il titolo. Alan Moore e Frank Miller non sono d'accordo con la nuova suddivisione "Suggested for Mature Readers" e "For Universal Readers", anche se quest'ultimo avvertimento non viene però stampato sulle copertine dei fumetti mainstream. Il successore di Moore sulla serie, Rich Veitch (dal 1987), va poi incontro al divieto di mandare alle stampe il n. 88 previsto per la primavera del 1989. La storia si inserisce all'interno di uno story-arc sui viaggi nel tempo che porta Swamp Thing ad assistere alla crocifissione di Gesù Cristo. Jenette Khan si rifiuta di far pubblicare un fumetto che accosta un'icona religiosa al Mostro della Palude. Karen Berger, che inizialmente ha approvato la storia, dichiara che vi è stata un'interferenza della Warner Bros. in quanto il 5 marzo 1989 è stata annunciata la creazione della grande corporation Time/Warner, gruppo di controllo della DC. Inoltre non si vuole creare problemi all'imminente uscita del secondo lungometraggio cinematografico e della serie televisiva sul personaggio. Rich Veitch abbandona la serie e fonda una sua compagnia indipendente, la "King Hell", per la quale pubblica "Brat Pack", una delle opere fondamentali del fumetto revisionista del genere supereroistico.

### Il periodo Vertigo (1993-2006)
Tra i titoli che rientrano tra i "Mature Readers" di Karen Berger vi è la serie Hellblazer che debutta nel 1988 con protagonista John Constantine (personaggio creato da Alan Moore su Swamp Thing), Animal Man di Grant Morrison (dal settembre 1988), lo scrittore scozzese prende inoltre le redini (insieme a Berger) della Doom Patrol col n. 19 del febbraio 1989 e Peter Milligan reinventa Shade, the Changing Man con una nuova serie (luglio 1990). Ma l'opera seminale il cui impatto è paragonabile a quello dato da Moore è il Sandman di Neil Gaiman che debutta con data di copertina gennaio 1989. Gaiman afferma che ciò che lo ha portato a scrivere per i fumetti sono le opere realizzate da Alan Moore negli anni ottanta per la DC (tra cui il suo run su Swamp Thing). In una riunione tra Jenette Khan, Paul Levitz e Dick Giordano si decide che i titoli "Mature Readers" di Karen Berger saranno il fulcro di un nuovo imprint della DC indirizzato ad un pubblico adulto e capace di proporre opere innovative. Si tratta della Vertigo che debutta nel marzo del 1993. La Berger afferma che i due titoli maggiormente hanno contribuito a formare le basi per rendere possibile la nascita di questa linea editoriale sono stati lo Swamp Thing di Alan Moore e il Sandman di Neil Gaiman. Anche se il ciclo di storie di Moore sul personaggio è ormai terminato da circa sei anni, la serie Swamp Thing passa sotto l'etichetta Vertigo a partire dal numero 129. In questo periodo i testi della serie sono affidati alla scrittrice Nancy A. Collins, acclamata scrittrice di romanzi horror e vincitrice del Bram Stoker Award. La serie non sta però riscuotendo un grande successo presso i lettori e il passaggio sotto la neonata Vertigo non migliora la situazione. Karen Berger cerca di attirare nuovamente i lettori affidando la serie a Grant Morrison coadiuvato dall'allora semi sconosciuto Mark Millar (futuro "best-selling author" e fondatore del Millarworld). I due sconvolgono completamente lo status-quo del personaggio riportando in auge Alec Holland, che si risveglia in un ospedale febbricitante e reduce da un incubo in cui era stato un essere elementale di origine vegetale che viveva in una palude. Swamp Thing nel frattempo vaga senza coscienza come un mostro selvaggio. Morrison rimane sul titolo solo per lo story-arc iniziale ("Bad Gumbo", per i nn. 140-143) e dal n. 144 (luglio 1994) i testi sono interamente affidati al giovane Mark Millar, al suo primo importante impegno per il mercato statunitense. I suoi progetti sono ambiziosi e prevedono lo svilupparsi di una storyline che vede Swamp Thing arrivare ad incarnare il più potente essere elementale del pianeta. La serie continua però a perdere lettori e non riesce a superare la crisi del mercato fumettistico di metà anni novanta. Viene chiusa con il n. 171 (ottobre 1996) e nonostante sia stata un punto di riferimento per i titoli dell'imprint di Karen Berger, dovranno passare 4 anni per assistere ad un rilancio del personaggio.
Nel 2000 viene lanciata una terza serie, Swamp Thing (vol. 3), pubblicata tra il 2000 e il 2001, interamente scritta da Brian K. Vaughan e disegnata da Roger Petersen e Giuseppe Camuncoli. Lo Swamp Thing originale non ha però lo spazio del protagonista e la storia è incentrata su una nuova Creatura della Palude il cui alter ego umano è Tefè ovvero la figlia di Abby Holland e dello Swamp Thing originale, di cui ha ereditato le caratteristiche di creatura elementare. Con l'aiuto di John Constantine il padre era riuscito a farle dimenticare la sua natura e la sua stessa identità ma la ragazza arriva a prendere consapevolezza dei suoi poteri e della sua eredità. Questa nuova incarnazione del personaggio non piace ai lettori e chiude dopo 20 numeri, risultando essere la serie regolare di Swamp Thing meno longeva tra quelle finora pubblicate Tra il 2004 e il 2006 viene pubblicata l'ultima serie di Swamp Thing per l'etichetta Vertigo. Il primo arco narrativo ("Bad Seed") è affidato allo scrittore Andy Diggle che deve cercare di riportare il focus della serie (e l'interesse dei lettori) sul personaggio originale, come editor viene scelto Will Dennis. Diggle abbandona dopo soli 6 numeri e dopo due albi fill-in di Will Pfeifer, lo scrittore definitivo diviene Joshua Dysart (dal n. 9 al conclusivo n. 29) ma ancora una volta il titolo non riesce ad ottenere un buon riscontro di vendite. D'altra parte persino l'acclamato ciclo di storie di Alan Moore degli anni settanta non era stato un successo commerciale e le difficoltà ad imporre il personaggio ad una più ampia fascia di lettori è ormai evidente alla dirigenza della DC

### L'epoca post-Vertigo (dal 2011)
Nel 2009 si conclude la presidenza di Paul Levitz e si instaura un nuovo assetto manageriale che vede come Presidente Diane Nelson. A differenza di Levitz la cui carriera si è svolta sempre all'interno delle pubblicazioni a fumetti DC (come scrittore, editor e diversi altri ruoli), la Nelson viene dallo sviluppo dei franchise cinematografici della Warner Bros. e come prima decisione si appresta ad un reboot dell'intero universo fumettistico della DC. Vengono quindi lanciate 52 serie che ripartono dal n. 1 e la continuity degli albi antecedenti al 2011 è azzerata.
All'interno di questo progetto editoriale noto come The New 52 esordisce nel 2011 una quinta serie regolare, Swamp Thing (vol. 5), scritta principalmente da Scott Snyder e poi da Charles Soule e disegnata da Yanick Paquette e altri. La serie dura 42 albi, 40 con numerazione regolare, a cui si aggiungono un Swamp Thing n. 0 e Swamp Thing (vol.5) numero 23.1 di Charles Soule e Jesus Saiz (novembre 2013). In questo albo speciale non è protagonista Swamp Thing ma Anton e Abigail Arcane. Nel 2016 è stata pubblicata una miniserie, Swamp Thing (vol. 6), scritta da Len Wein e disegnata da Kelley Jones.
Dopo la miniserie del 2016, nel gennaio del 2018 viene pubblicato l'albo unico Swamp Thing Winter Special. La storia principale è scritta da Tom King e disegnata da Jason Fabok, vincitrice dell'Eisner Award 2019 come miglior "Best Short Story" (o miglior storia breve). L'albo vuole essere un tributo ai creatori del personaggio ovvero Len Wein e Bernie Wrightson infatti come "bonus story" viene inserita quella che viene presentata come <<L'ultima storia di Swamp Thing del leggendario scrittore Len Wein>>. I disegni sono affidati a Kelly Jones e si basano su uno script che doveva delineare la storia del primo numero di una nuova serie regolare sul personaggio. Come contenuto extra è presente il soggetto originale scritto da Wein.

## Biografia del personaggio
Agli inizi del XX secolo lo scienziato Alex Olsen viene intrappolato nel suo laboratorio dal suo collaboratore Damian Ridge, che vuole ucciderlo per ottenere la mano della fidanzata di Olsen, Linda. Nel laboratorio avviene un'esplosione, che investe Alex con una serie di sostanze chimiche e con le misteriose forze della palude vicina: lo scienziato ne esce mutato in un essere mostruoso e fortissimo, che uccide Ridge prima che quest'ultimo possa uccidere Linda, che l'ha chiaramente rifiutato. Incapace di rivelare a Linda la sua vera identità, "Swamp Thing" si ritira nella palude facendone la sua dimora.
Olsen comparve soltanto in una storia breve; allo scopo di creare una serie regolare sul personaggio, la storia di Swamp Thing fu modernizzata: nel 1970, lo scienziato Alec Holland, che lavorava nelle paludi della Louisiana su una formula chimica atta a "creare le foreste dal deserto" fu fatto esplodere assieme al suo laboratorio dal misterioso Mr. E. Fuggendo, contaminato dalle sostanze liberate dalle fiamme, Holland finì nell'acquitrino, da cui, poco tempo dopo, emerse un ibrido uomo-pianta. Inizialmente, la creatura credeva di essere lo stesso Holland mutato, ma in verità si scoprì che la vegetazione circostante aveva assorbito la memoria dell'uomo nei suoi ultimi attimi di vita, e che adesso era, di fatto, una pianta che credeva di essere Alec Holland. Seppure con difficoltà, Swamp Thing accettò questa situazione, ed affrontò avversari come il dottor Anton Arcane e l'Uomo Floronico. Inoltre, incontrò l'originale Swamp Thing (Alex Olsen), Batman e John Constantine, che lo aiutò a controllare i suoi poteri. Il rapporto tra i due, successivamente, peggiorò, ed Holland utilizzò il corpo del mago inglese per avere un figlio con l'amata Abigail Arcane, nipote di Anton.
Durante La notte più profonda, Swamp Thing fu tra i posseduti degli anelli neri di Nekron e rimase corrotto da questo potere. L'Entità, ovvero l'essenza alla base degli anelli bianchi della vita, fu costretta a far rinascere Alec Holland (trasformato comunque in Swamp Thing) per uccidere la sua versione malvagia.

### The New 52
Con il rilancio della DC Comics, Holland è tornato in vita nel suo corpo originale e possiede soltanto i ricordi di quando è stato Swamp Thing. Si scopre che lui è solo uno dei tanti "Swamp Thing" esistiti nella storia, che vengono creati dal Verde, la forza che controlla il regno vegetale, per difendersi dagli attacchi del Rosso (il regno animale) e da quelli del Nero (la putrescenza, ovvero il regno dei morti). Vicino alla morte nel corso di un attacco di quest'ultimo (controllato da William Arcane, fratello di Abigail), è costretto a sacrificare la sua umanità e riprendere la vecchia forma per poter combattere il nuovo avversario.

## Poteri e abilità
Grazie alla mutazione, Alec è diventato praticamente invulnerabile; può rigenerare qualunque parte del corpo danneggiata o anche mutilata. Una abilità particolare consiste nel potersi rigenerare in un altro essere, nascendo da qualunque tipo di vegetazione presente nell'ambiente circostante (ad esempio può abbandonare il suo corpo per controllare un albero). Ha pieno controllo sulla vegetazione sia terrestre che aliena; riesce a far muovere le piante secondo la sua volontà, e può accelerare o rallentare la loro crescita. Possiede una forza fisica e resistenza sovrumana. Durante gli eventi di Nel giorno più splendente, ha imparato a controllare l'Anello bianco del potere delle Lanterne Bianche.

## Versioni alternative
Sono state create anche alcune versioni alternative del personaggio che hanno fatto la loro comparsa in altri media o in fumetti non canonici con l'Universo DC:
- Swamp Kid: personaggio creato per l'imprint DC Zoom, etichetta editoriale votata a pubblicare storie dirette ad un pubblico tra gli 8 e i 12 anni (o "middle grade"). Le opere pubblicate sono distribuite nel formato graphic novel con rilegatura in brossura (o Trade Paperback)[34]. Il 25 settembre 2019 viene distribuita l'opera The Secret Spiral of Swamp Kid di Kirk Scroggs[34]. La storia ci presenta un ragazzino delle scuole medie di nome Russell, soprannominato Swamp Kid, che è di colore verde, ha delle alghe al posto dei capelli, un tronco come braccio destro e anche una carota al posto di un dito della mano sinistra[34]. Tra l'altro una rana vive su di lui. Si tratta di un ibrido tra l'uomo e il regno vegetale ma nonostante questo cerca di affrontare le peripezie della scuola e le resistenze della società con ottimismo[34]. Le sue armi migliori sono: la capacità di accettarsi per quello che è, l'umorismo, e la determinazione ad integrarsi con i suoi coetanei[34]. Il messaggio della graphic novel è in linea con le tematiche dell'imprint DC Zoom che vuole presentare storie e personaggi che ispirino i lettori teenager (e non solo) a trovare la forza per scoprire se stessi e il mondo che li circonda[34].
- Swamp Thing per l'imprint DC Young Adult Comics: nel 2020 viene pubblicata la graphic novel "for young adults" Swamp Thinng: Twin Branches di Maggie Stiefvater e Morgan Beem[35]. Qui ci viene presentata una versione alternativa del personaggio indirizzata prevalentemente a lettori adolescenti. Alec Holland è un ragazzo introverso e appassionato di botanica che sta passando l'ultima estate prima del college[35]. Ha un fratello gemello (Walker) al quale è molto legato ma caratterialmente sono agli antipodi[35]. Mentre Walker pensa a divertirsi e socializzare, Alec porta avanti un suo personale esperimento che vuole creare una soluzione in vitro che possa raccogliere le "memorie" di una pianta e trasferirle in un'altra[35]. Alec è infatti convinto che le piante abbiano una loro coscienza la quale può essere trasferita ad un altro vegetale[35]. Il risultato va oltre ogni aspettativa, il siero è infatti in grado di trasferire le memorie di una pianta anche ad un essere umano quando questi ne viene a contatto cutaneo e se ingerito da un essere vivente (in carne ed ossa) lo trasforma in una strana nuova entità fatti di radici, foglie e arbusti[35]. Alec arriva a berlo per salvare il fratello da una banda di teppisti. Si trasforma (permanentemente?) in una creatura vegetale deforme ma sembra mantenere un'eco della sua personalità umana. Salva infatti Walker per poi dissolversi nei boschi della Virginia[35].

## Premi e riconoscimenti
- 1973, Shazam Ward per il "Best Comic Created in 1972", la serie Swamp Thing pubblicata nel 1972 viene premiata come il miglior nuovo comic book dell'anno[7].
- 1973, Shazam Award per la "Best Individual Story" del 1972, la storia pubblicata nell'albo Swamp Thing n. 1 dal titolo "Dark Genesis" di Len Wein e Bernie Wrightson è premiata come la miglior storia singola del 1972[7].
- Sempre nel 1973 Len Wein vince lo Shazam Award come "Best Writer" (ovvero miglior scrittore) e Bernie Wrightson come "Best Penciller" (ovvero come miglior disegnatore). Inoltre Wrightson, con il suo stile inusuale e dettagliato, viene riconosciuto come il legittimo erede delle migliori opere horror della EC Comics con particolare riferimento al leggendario artista "Ghastly" Graham Ingels[7].
- 1985-1986, Alan Moore vince per due anni consecutivi il Jack Kirby Award come "Best Writer" (ovvero miglior scrittore) per il suo lavoro sulla seconda serie di Swamp Thing[36].
- 1984, la serie The Saga of the Swamp Thing è premiata con l'Eagle Award come "Favorite Comic Book" (o serie preferita dai lettori)[37]. Il suo scrittore Alan Moore riceve l'Eagle Award come "Favorite Writer" (o scrittore preferito)[37]. All'epoca l'Eagle Award è un prestigioso premio britannico, consegnato tra il 1977 e il 2012.
- 1985, Alan Moore, John Totleben e Steve Bissette vincono il Jack Kirby Award per il "Best Single Issue (o il miglior albo singolo) per la storia pubblicata su Swamp Thing Annual numero 2[36].
- Per tre anni consecutivi (1985-1987), la serie Swamp Thing vince il Jack Kirby Award come "Best Continuing Series" (ovvero miglior serie regolare)[36].
- 1996, Stuart Moore vince l'Eisner Award per il suo lavoro come editor sulla serie Swamp Thing, all'epoca pubblicata per l'etichetta Vertigo[38]. Il riconoscimento gli viene dato, sempre come editor, per altre serie dell'imprint quali The Invisibles e Preacher e per le serie da lui curate per la Paradox Press, altro imprint della DC Comics[38].
- 2019, la storia "The Talk of the Saints" pubblicata all'interno dell'albo unico Swamp Thing Winter Special (distribuito il 31 gennaio 2018) vince l'Eisner Award come "Best Short Story" (o miglior storia breve)[33]. Viene scritta da Tom King e disegnata da Jason Fabok[33]. King vince il premio anche come Miglior scrittore dell'anno grazie al suo operato sulla serie regolare "Batman", sulla miniserie Mister Miracle (vincitrice anche come "Best Limited Series"), sulla miniserie Heroes in Crisis e per la già citata storia breve su Swamp Thing[33].

## Altri media

### Cinema

Swamp Thing interpretato da Dick Durock nel film Il ritorno del mostro della palude.

- L'interesse per una trasposizione cinematografica di Swamp Thing è alquanto singolare in quanto arriva a distanza di anni dalla chiusura della serie regolare degli anni settanta[39]. Questo dimostra però l'impatto lasciato dal personaggio nell'immaginario collettivo e la lavorazione e distribuzione del lungometraggio porta anche al lancio di una nuova serie fumettistica il cui successo e longevità supererà la precedente rendendo il Mostro della Palude un simbolo dell'Universo DC[39]. L'impegno a portarlo all'attenzione degli studios hollywoodiani è dovuto a Michael E. Ulsan e Benjamin Melniker, un compito non certo semplice in quanto si trattava di un personaggio non supereroistico, che non apparteneva alla "Trinità" della DC ovvero Superman, Batman e Wonder Woman e che nei primi anni ottanta non era neppure supportato da una serie a fumetti. Nonostante questo riescono a coinvolgere un grande regista emergente quale Wes Craven e trovano i fondi necessari per realizzare la pellicola, anche se non potrà contare sugli spettacolari effetti speciali e sul budget da blockbuster del Superman di Christopher Reeve, uscito con il sequel al film del 1978 solo un paio d'anni prima[5]. Swamp Thing interpretato da Dick Durock nel film Il ritorno del mostro della palude. Il titolo è Il mostro della palude, Swamp Thing è interpretato da Dick Durock e l'anno di distribuzione è il 1982. Il costo di realizzazione non deve superare i 3 milioni di dollari e l'intera crew deve arrangiarsi in ogni modo possibile per rendere credibile il make-up del mostro e le scene che richiedono effetti speciali[39]. Da sottolineare la stoica interpretazione di Durock (coperto per ore al giorno da diversi strati di trucco), Adrienne Barbeau nel personaggio di Cable (Abby Holland nella versione a fumetti) e Louis Jourdan come il villain Arcane. Il compimento del progetto è però reso possibile dalla maestria di Wes Craven che ha già alle spalle film quali L'ultima casa a sinistra del 1972 e Le colline hanno gli occhi del 1977[39]. Due anni più tardi dirigerà il film capolavoro che lo lancia nel firmamento dell'horror-movie ovvero Nightmare - Dal profondo della notte del 1984.[39]
- Il ritorno del mostro della palude (The Return of Swamp Thing), film del 1989 di Jim Wynorski in cui Swamp Thing è di nuovo interpretato da Dick Durock, in quanto si tratta di un sequel de Il Mostro della Palude del 1982[39]. Questo secondo film risulta essere meno riuscito del precedente è ha il poco lusinghiero record di essere uno dei cinecomic di minor successo di tutti i tempi[40]. L'incasso è di soli 192.816 dollari[40]. Questo nonostante vi sia un miglioramento nel make-up di Swamp Thing e una maggiore attenzione agli effetti speciali[39]. Inoltre il soggetto cerca di prendere spunto dall'acclamato ciclo di storie a fumetti di Alan Moore pubblicato sulla serie e fumetti tra il 1984 e il 1987 ma il risultato è molto lontano dalla filosofia e dall'epica espressa dal capolavoro di Moore, sviluppando invece maggiormente situazioni grottesche e ridicole (più o meno volute)[39]. Oltre all'attore protagonista torna anche Louis Jourdan mentre Abby Arcane è interpretata da Heather Locklear[39]. Nonostante l'insuccesso della pellicola, nel 1989 viene comunque commissionata una serie televisiva per USA Cable Network[39]. Si tratta di una serie spin-off dei due lungometraggi con Dick Durock ancora una volta nei panni della Creatura della Palude[39].

### Home video
- Justice League Dark, film d'animazione del 2017 in cui Swamp Thing è doppiato da Roger R. Cross in originale.
- Batman e Harley Quinn (Batman and Harley Quinn), film d'animazione del 2017 in cui Swamp Thing è doppiato da John DiMaggio in originale.

### Televisione
- I misteri della laguna (Swamp Thing), serie televisiva del 1990-1993 in cui Swamp Thing è interpretato dallo stesso attore Dick Durock.
- Cosa c'è nella palude? (Swamp Thing), serie animata del 1991 prodotta dalla DiC Entertainment in cui Swamp Thing (rinominato nel doppiaggio italiano Uomo Pianta) ed è stato doppiato da Len Carlson in originale e in italiano da Antonio Guidi.
- Justice League Action, serie animata del 2016 in cui Swamp Thing è doppiato da Mark Hamill in originale.
- Il 31 maggio 2019 esce sulla piattaforma streaming a pagamento DC Universe la serie live-action Swamp Thing[41]. L'opera viene prodotta da James Wan e vede come produttore esecutivo e co-sceneggiatore Mark Verheiden, consiste di 10 episodi resi disponibili settimanalmente il venerdì[41]. L'ultimo episodio esce il 2 agosto. La serie è la terza produzione originale live-action per la piattaforma streaming della DC Entertainment e segue Titans del 2018 e Doom Patrol che ha debuttato a febbraio del 2019[41]. Nonostante i riscontri positivi della critica e l'interesse suscitato presso gli spettatori e gli amanti del genere horror, ne viene annunciata la cancellazione pochi giorni dopo la messa in onda dei primi episodi[41]. La motivazione della fine show rimane controversa in quanto la Warner Bros. ha sostenuto inizialmente di non aver avuto dalla Carolina del Nord (sede delle riprese) il rimborso pattuito di 40 milioni di dollari di tasse[42]. A sua volta gli organi istituzionali hanno però ribadito che un tale accordo non è stato mai preso in quanto, per legge dello stato, il massimo rimborsabile per stagione di una serie televisiva ammonta alla quota di 12 milioni di dollari[42].

### Videogiochi
- È presente nel videogioco Injustice 2 uscito nel 2017.